# Regierung Jørgensen V
Die sozialdemokratische Regierung Jørgensen V (dän. regeringen Jørgensen V) unter Ministerpräsident Anker Jørgensen war vom 30. Dezember 1981 bis zum 10. September 1982 die dänische Regierung. Sie wurde von Margrethe II. ernannt.
Die Regierung Jørgensen V war das 60. dänische Kabinett seit der Märzrevolution. Alle Minister wurden von der Socialdemokraterne gestellt.

## Kabinettsliste
| Ressort                                          | Name                 | Lebensdaten | Amtsperiode            |
| ------------------------------------------------ | -------------------- | ----------- | ---------------------- |
| Ministerpräsident                                | Anker Jørgensen      | 1922–2016   |                        |
| Äußeres                                          | Kjeld Olesen         | * 1932      |                        |
| Finanzen                                         | Knud Heinesen        | * 1932      |                        |
| Verteidigung                                     | Poul Søgaard         | 1923–2016   |                        |
| Inneres                                          | Henning Rasmussen    | 1926–1997   |                        |
| Justiz                                           | Ole Espersen         | * 1934      |                        |
| Wirtschaft                                       | Ivar Nørgaard        | 1922–2011   |                        |
| Industrie                                        | Erling Jensen        | 1919–2000   |                        |
| Umwelt                                           | Erik Holst           | 1922–2013   |                        |
| öffentliche Arbeiten                             | Jens Kristian Hansen | * 1926      |                        |
| Soziales                                         | Bent Hansen          | 1931–2000   | bis zum 27. April 1982 |
| Soziales                                         | Bent Rold Andersen   | 1929–2015   | ab dem 27. April 1982  |
| Energie                                          | Poul Nielson         | * 1943      |                        |
| Arbeit                                           | Svend Auken          | 1943–2009   |                        |
| Fischerei                                        | Karl Hjortnæs        | * 1934      |                        |
| Wohnungen                                        | Erling Olsen         | 1927–2011   |                        |
| Landwirtschaft                                   | Bjørn Westh          | * 1944      |                        |
| Kirche und Grönland                              | Tove Lindbo Larsen   | 1928–2018   |                        |
| Kulturelle Anliegen und Nordische Zusammenarbeit | Lise Østergaard      | 1924–1996   |                        |
| Bildung                                          | Dorte Bennedsen      | 1938–2015   |                        |
| Steuern und Abgaben                              | Mogens Lykketoft     | * 1946      |                        |